# St. Laurentius (Esch)

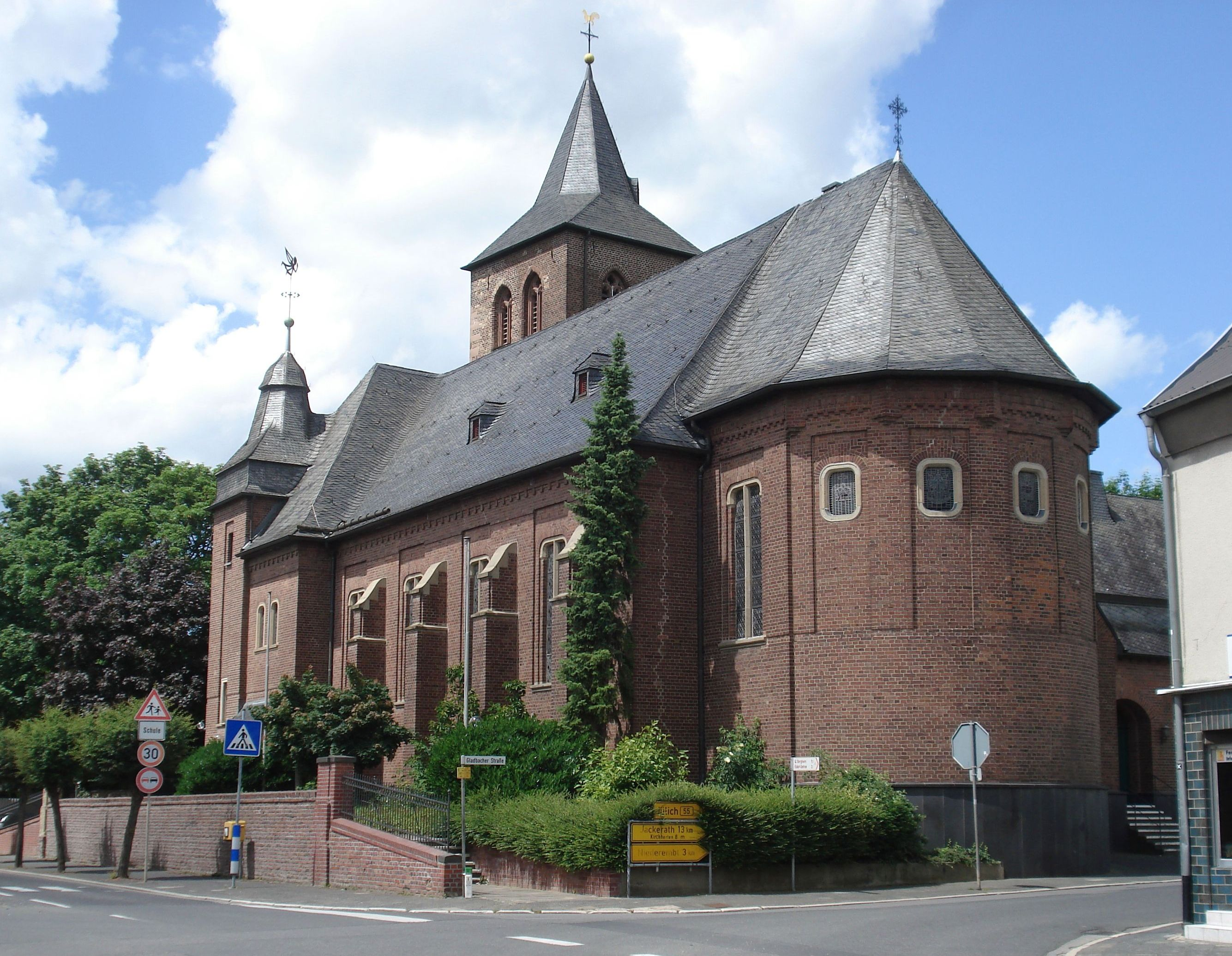
St. Laurentius in Esch

St. Laurentius ist die römisch-katholische Pfarrkirche des Elsdorfer Stadtteils Esch im Rhein-Erft-Kreis, Nordrhein-Westfalen.
Der Kirchturm ist unter Nummer 133 in die Liste der Baudenkmäler in Elsdorf (Rheinland) eingetragen.

## Geschichte

### Allgemeines
Eine Kirche in Esch wurde erstmals 1559 urkundlich erwähnt. Zu dieser Zeit war Esch eine Filiale der Pfarre Elsdorf. Erst 1804 wurde der Ort zur eigenständigen Pfarrei erhoben. Zwischen 1808 und 1848 gehörte Angelsdorf mit der Kirche St. Lucia als Filialgemeinde zur Pfarre, bis die Angelsdorfer Pfarre 1848 wiedererrichtet wurde. Bis zur Säkularisation durch die Franzosen besaß der Abt vom Kölner Stift St. Pantaleon das Kollationsrecht.

### Kirchengebäude
Im 14. Jahrhundert wurde der heutige gotische Glockenturm errichtet. Zu gleicher Zeit wurde auch das ältere, vermutlich romanische Langhaus umgebaut. 1555 wurde die Kirche erneut umgebaut und renoviert. Im Jahr 1678 beschädigte ein Brand vor allem die Dächer des Gotteshauses schwer. Die Schäden wurden bis 1693 behoben. Das Kirchenschiff war ein dreischiffiges und dreijochiges Backsteingebäude mit eingebautem Glockenturm und einem vermutlich dreiseitig geschlossenen Chor.

### Einsturz des Kirchturms und Neubau
Am 6. November 1921 zog ein Sturm über Esch, welcher auch die Kirche zerstören sollte. Zum Zeitpunkt des Sturmes befanden sich eine Lehrerin und elf ihrer Schülerinnen im Gebäude, sie wohnten zuvor einem Gottesdienst bei. Nachdem zunächst ein Teil des Westturms herausbrach, stürzte der verbliebene Kirchturm in das Langschiff, wodurch die Kirche völlig zerstört wurde. Fünf Mädchen kamen in den Trümmern ums Leben, sechs weitere Mädchen sowie die Lehrerin überlebten, teils mit Verletzungen. Vom Einsturz unversehrt blieb die Madonnenfigur, was als "Wunder von Esch" in die Annalen einging.
Infolge der Zerstörung wurde ein völliger Neubau erforderlich. Unter Beibehaltung des Glockenturmes wurde in den 1920er Jahren schließlich das heutige Gotteshaus im Heimatschutzstil errichtet.

## Architektur
St. Laurentius ist eine zweischiffige und vierjochige Backsteinkirche mit einem zweigeschossigen Westvorbau. An der Nordseite des Vorbaus befindet sich der dreigeschossige, gotische Glockenturm. Das Untergeschoss des Turmes ist ungegliedert. Die beiden Obergeschosse sind auf jeder Seite durch je zwei zweiteilige Blendarkaden mit Maßwerk gegliedert. Im Obergeschoss sind diese in der oberen Hälfte als Schallfenster geöffnet. Ein achtseitiger, gedrungener Helm bekrönt den Turm. Im Osten schließt das Hauptschiff mit einer halbkreisförmigen Apsis. Das Hauptschiff überspannt ein hölzernes Tonnengewölbe und das Seitenschiff ein Steingewölbe.

## Ausstattung
Von der Ausstattung sind die bunt bemalten Heiligenfiguren, der Kreuzweg, der hölzerne Beichtstuhl und zwei Nebenaltäre im Seitenschiff zu erwähnen. Sie stammen aus der Erbauungszeit des Kirchenschiffes. Im Chor sind ein moderner Volksaltar und eine moderne Tabernakelsäule aufgestellt. Sie sind aus Marmor gehauen und nach dem Zweiten Vatikanischen Konzil aufgestellt worden. Die Buntglasfenster stammen sehr wahrscheinlich ebenfalls noch aus der Erbauungszeit.

## Glocken
Im Glockenturm befindet sich ein vierstimmiges Stahlgeläute. Es handelt sich hierbei um eine Seltenheit im Aachener Land, denn Stahlglocken der Firma Buderus sind hier nicht üblich. 
| Nr. | Name | Durchmesser (mm) | Masse (kg, ca.) | Schlagton (HT-1/16) | Gießer                         | Gussjahr |
| 1   | –    | 1.580            | 1700            | es′ -7              | Fa. Humpert & Buderus, Wetzlar | 1919     |
| 2   | –    | 1.320            | 950             | ges′ -8             | Fa. Humpert & Buderus, Wetzlar | 1919     |
| 3   | –    | –                | –               | as′ -13             | Fa. Humpert & Buderus, Wetzlar | 1919     |
| 4   | –    | –                | –               | b′ -13              | Fa. Humpert & Buderus, Wetzlar | 1919     |

Motiv: „O Heiland, reiß die Himmel auf“